# Fános Kateláris
Fános Kateláris (grec moderne : Φάνος Κατελάρης), né le 26 août 1996 à Nicosie en Chypre, est un footballeur international chypriote. Il évolue au poste de défenseur central au KV Ostende.

## Biographie

### En club

#### Débuts professionnels
Né à Nicosie, Fános Kateláris est rapidement repéré par l'un des clubs phares de la ville, l'Omonia Nicosie. Faisant toutes ses classes jeunes, il signe son premier contrat professionnel en 2013.
Malheureusement, il n'entre pas dans les plans de l'équipe première et se voit prêté à l'Alki Larnaca, le 1er août 2013. Il joue son premier match professionnel le 16 septembre 2013 lors d'une défaite 3-1 face à l'Ermis Aradippou. Lors de cette saison, il disputera 9 matchs.
Le 1er août 2014, il est de nouveau prêté à l'Olympiakos Nicosie. Il ne jouera cependant aucune rencontre.
Le 16 janvier 2020, il est prêté au sein du club hongrois du Zalaegerszeg TE FC. Il joue son premier match le 25 janvier 2020 lors d'une défaite 3-1 face au Diosgyori VTK. Il y disputera 17 rencontres au total lors de cette saison.

#### Apollon Limassol
Le 9 septembre 2020, il s'engage à l'Apollon Limassol, club important au niveau national. Il joue son premier match le 20 septembre 2020 lors d'une victoire 3-1 face à l'Anorthosis Famagouste. Katelaris restera à Limassol durant deux saisons, disputant 30 matchs au total.

#### KV Ostende
Le 1er juillet 2022, il est transféré vers le club belge du KV Ostende. Il joue son premier match lors d'une défaite 2-0 contre le RSC Anderlecht comptant pour la première journée de Jupiler Pro League.

### En équipe nationale
Fános Kateláris joue son premier match international le 22 mars 2017 lors d'un match amical face au Kazakhstan. Les Chypriotes l'emportent 3-1.